# Nàng tiên cá
Nàng tiên cá (Anh: Mermaid) còn gọi là mỹ nhân ngư hoặc ngư nữ là sinh vật sống dưới nước có phần đầu và phần thân trên giống phụ nữ, còn phần dưới thì là đuôi cá trong văn hóa dân gian. Nàng tiên cá xuất hiện trong văn hóa dân gian của nhiều nền văn hóa trên toàn thế giới, bao gồm châu Âu, châu Á và châu Phi. Phiên bản nam của nàng tiên cá là người cá (merman).
Trong văn hóa Assyria thời cổ đại, nữ thần Atargatis đã hóa thân thành nàng tiên cá vì cảm thấy hổ thẹn cho hành động vô tình giết chết người mình yêu. Nàng tiên cá đôi khi có mối liên hệ với những sự kiện nguy hiểm như lũ lụt, bão tố, đắm tàu và chết đuối. Trong một số truyền thuyết dân gian, nàng tiên cá có thể mang lòng nhân ái hoặc thương người, ban cho con người một vài ân huệ hoặc đem lòng yêu con người.
Quan niệm về nàng tiên cá ở phương Tây có thể chịu ảnh hưởng từ siren trong thần thoại Hy Lạp. Siren ban đầu là sinh vật có hình dạng nửa người nửa chim, nhưng về sau được hình dung là có hình dạng nửa người nửa cá trong thời kỳ Kitô giáo. Trong lịch sử có nhiều ghi chép về nàng tiên cá, chẳng hạn như qua những gì mà Cristoforo Colombo tường thuật lại trong chuyến thám hiểm vùng Caribe, cũng có thể là ông đã nhầm lẫn họ với lợn biển hoặc các loài động vật có vú dưới nước khác. Mặc dù ngoài văn hóa dân gian ra thì không còn bằng chứng nào chứng minh nàng tiên cá tồn tại, nhưng vẫn có những báo cáo về việc nhìn thấy nàng tiên cá tiếp diễn cho đến tận ngày nay.
Nàng tiên cá là một chủ đề phổ biến của văn chương và nghệ thuật trong nhiều thế kỷ gần đây, chẳng hạn như truyện cổ tích "Nàng tiên cá" (1836) của Hans Christian Andersen. Về sau, họ đã được khắc họa trong opera, tác phẩm hội họa, sách, truyện tranh, hoạt hình và phim người đóng.

## Từ nguyên

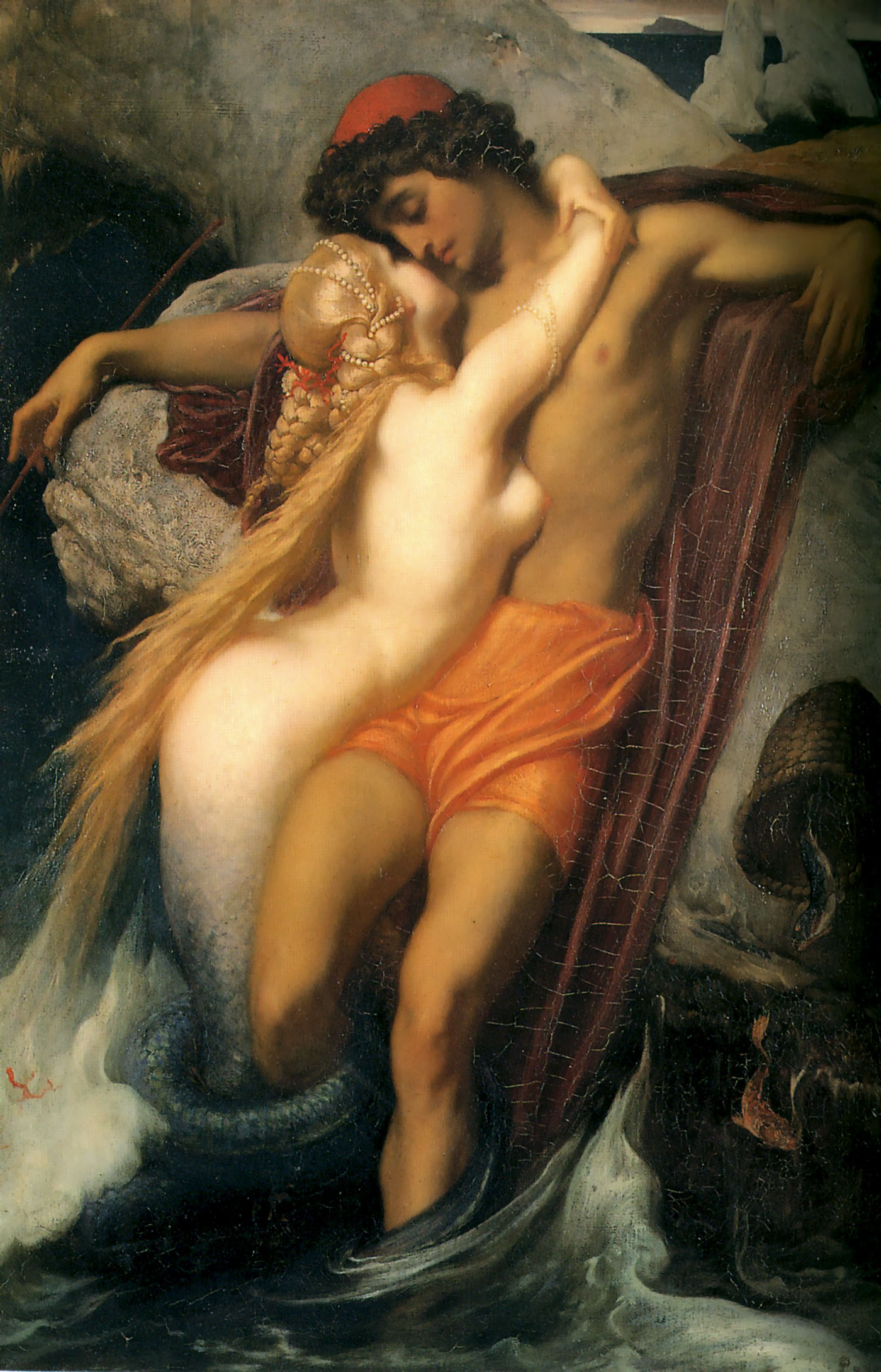
Bức tranh The Fisherman and the Syren của Frederic Leighton, khoảng 1856–1858.

Từ mermaid là từ ghép của từ mere (biển cả) và từ maid (cô gái hoặc người phụ nữ trẻ) trong tiếng Anh cổ. Thuật ngữ tương đương trong tiếng Anh cổ là merewif. Nàng tiên cá được miêu tả theo quy ước là người đẹp với mái tóc bồng bềnh.

### Lưỡng Hà và Đông Địa Trung Hải

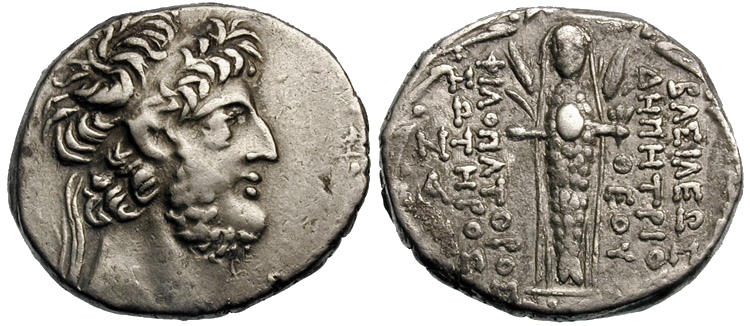
Atargatis được mô tả là con cá với đầu người phụ nữ, trên một đồng tiền của Demetrius III

### Đảo Anh và Ireland

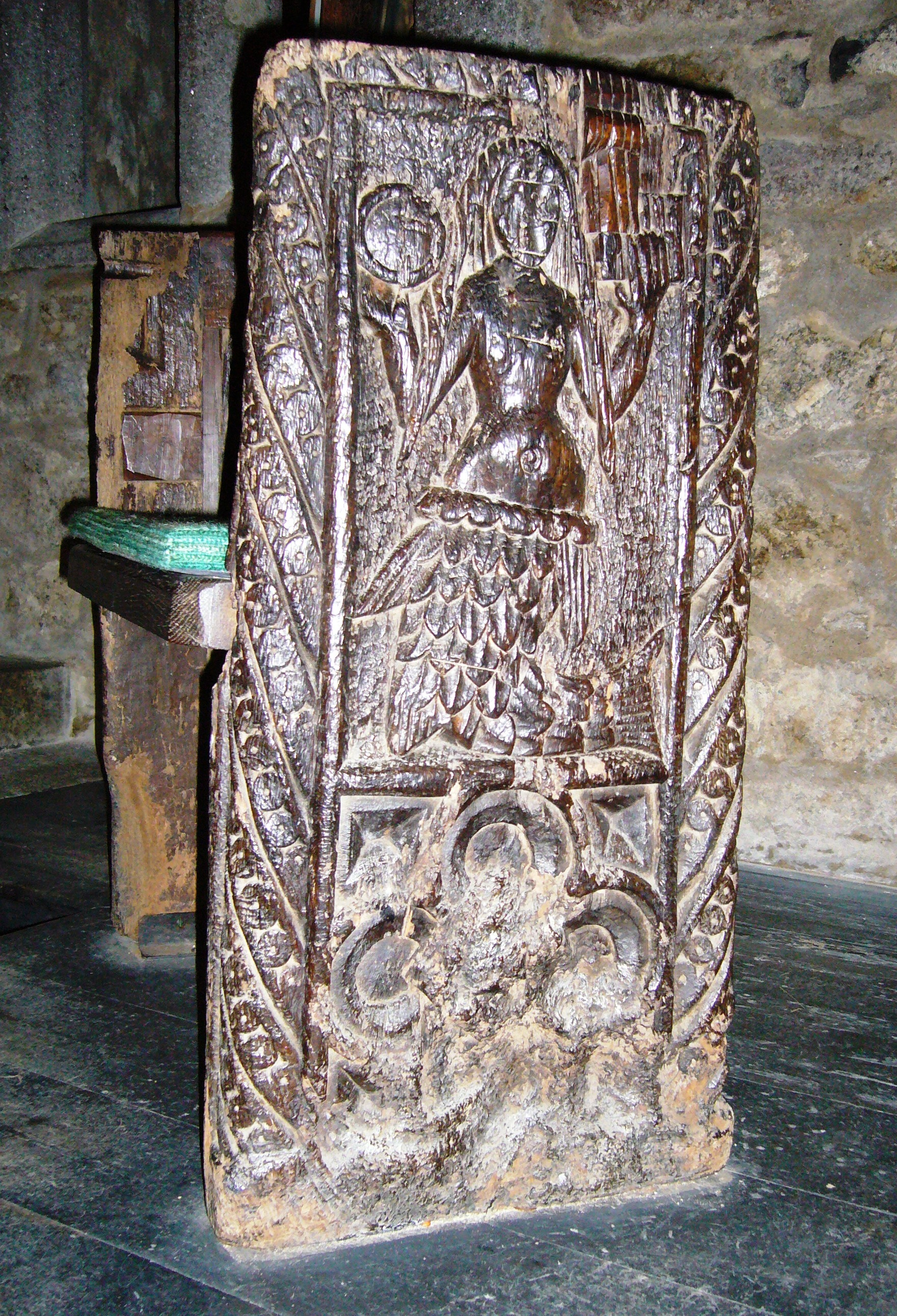
"Ghế nàng tiên cá" ở Zennor, Cornwall.

### Tây Âu

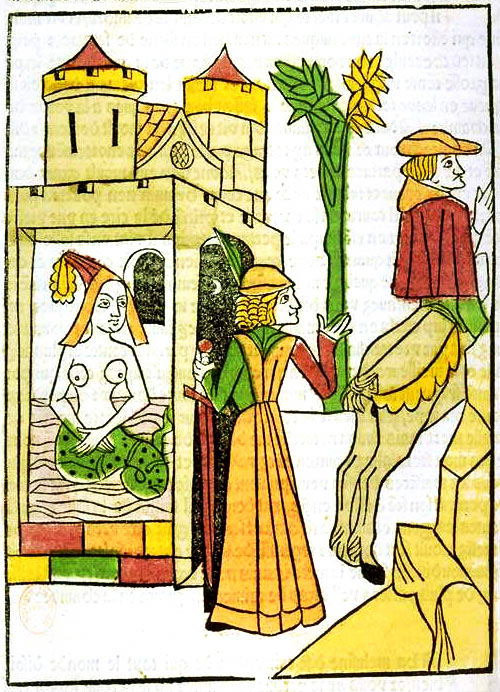
Raymond phát hiện ra Melusine trong phòng tắm của bà, Jean d'Arras, Le livre de Mélusine, 1478.

### Đông Âu

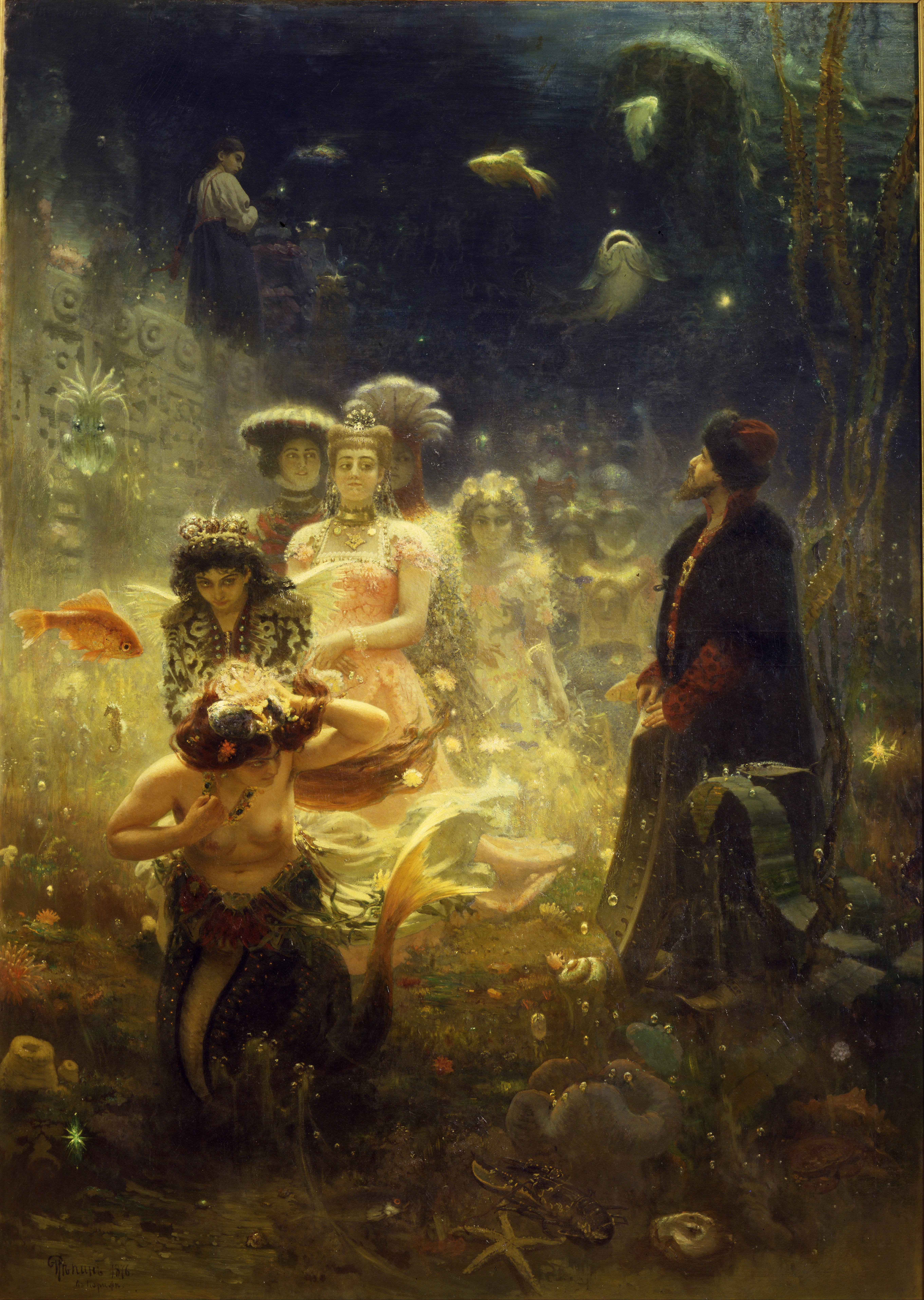
Ilya Repin, tranh minh họa về Sadko ở Vương quốc dưới đáy biển (1876).

### Nhật Bản

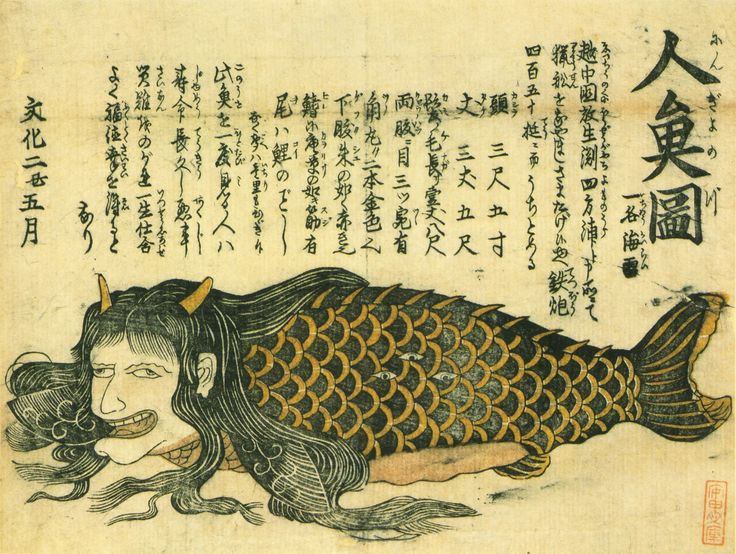
"Ningyo no zu", ngày 5 tháng 5 năm Bunka thứ 2 (1805)

### Ấn Độ giáo

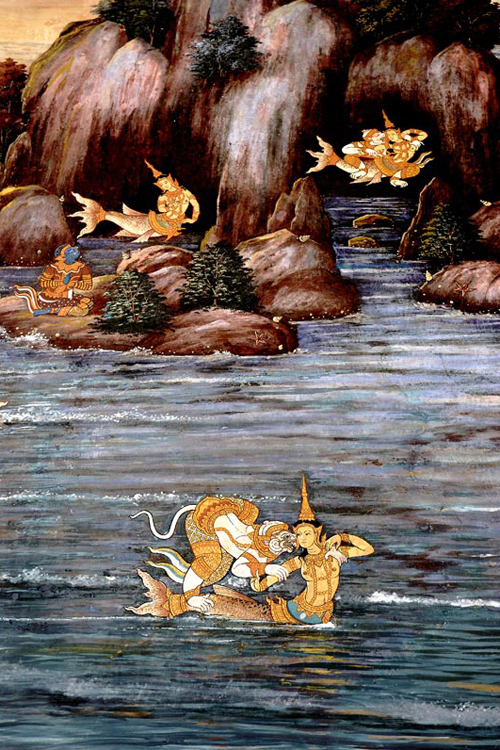
Một bức tranh tường về Hanuman và Suvannamaccha tại chùa Wat Phra Kaew, Thái Lan

### Trò lừa bịp và show triển lãm

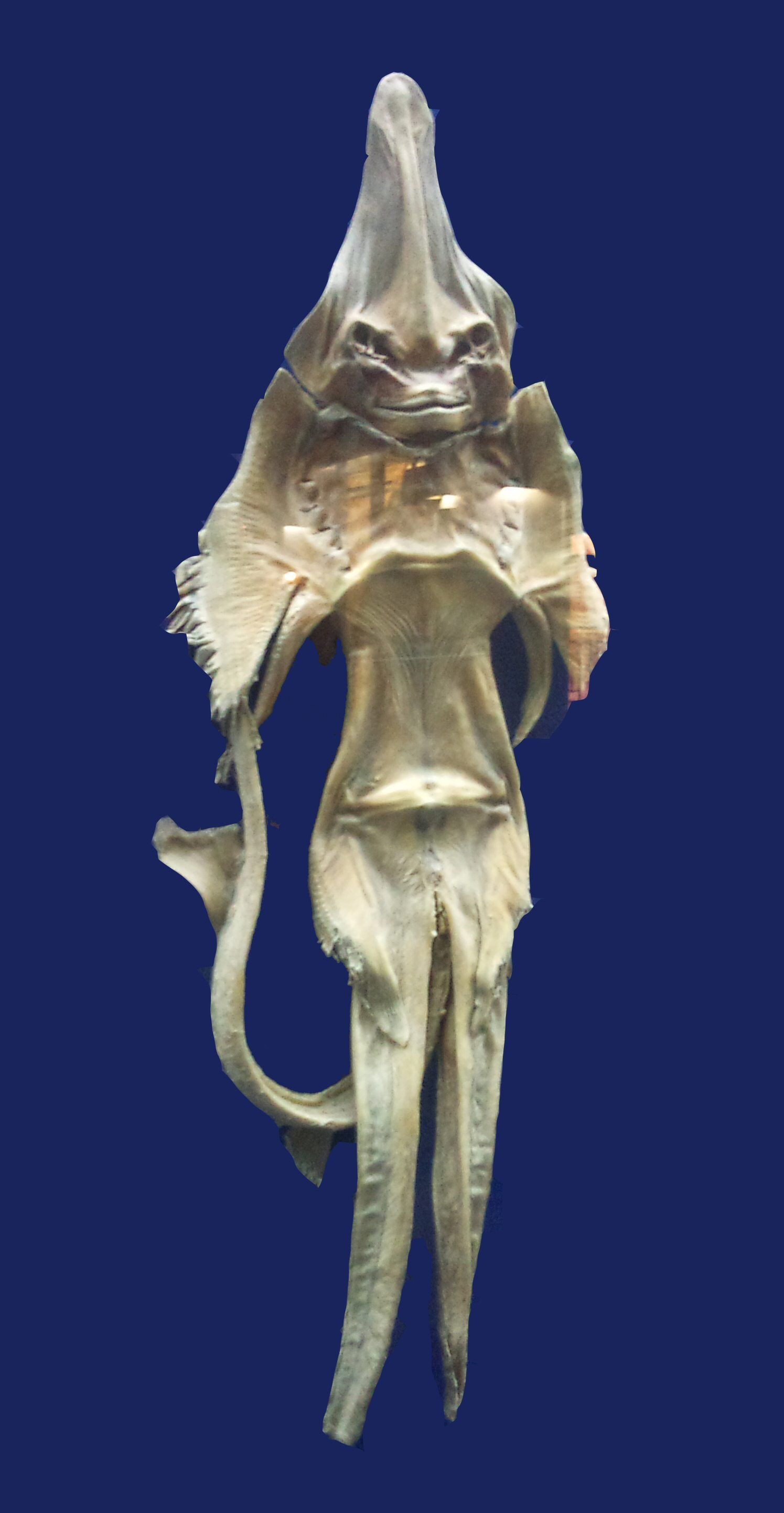
Jenny Havier tại Bảo tàng Mashhad, Iran.

## Nghệ thuật, giải trí và truyền thông

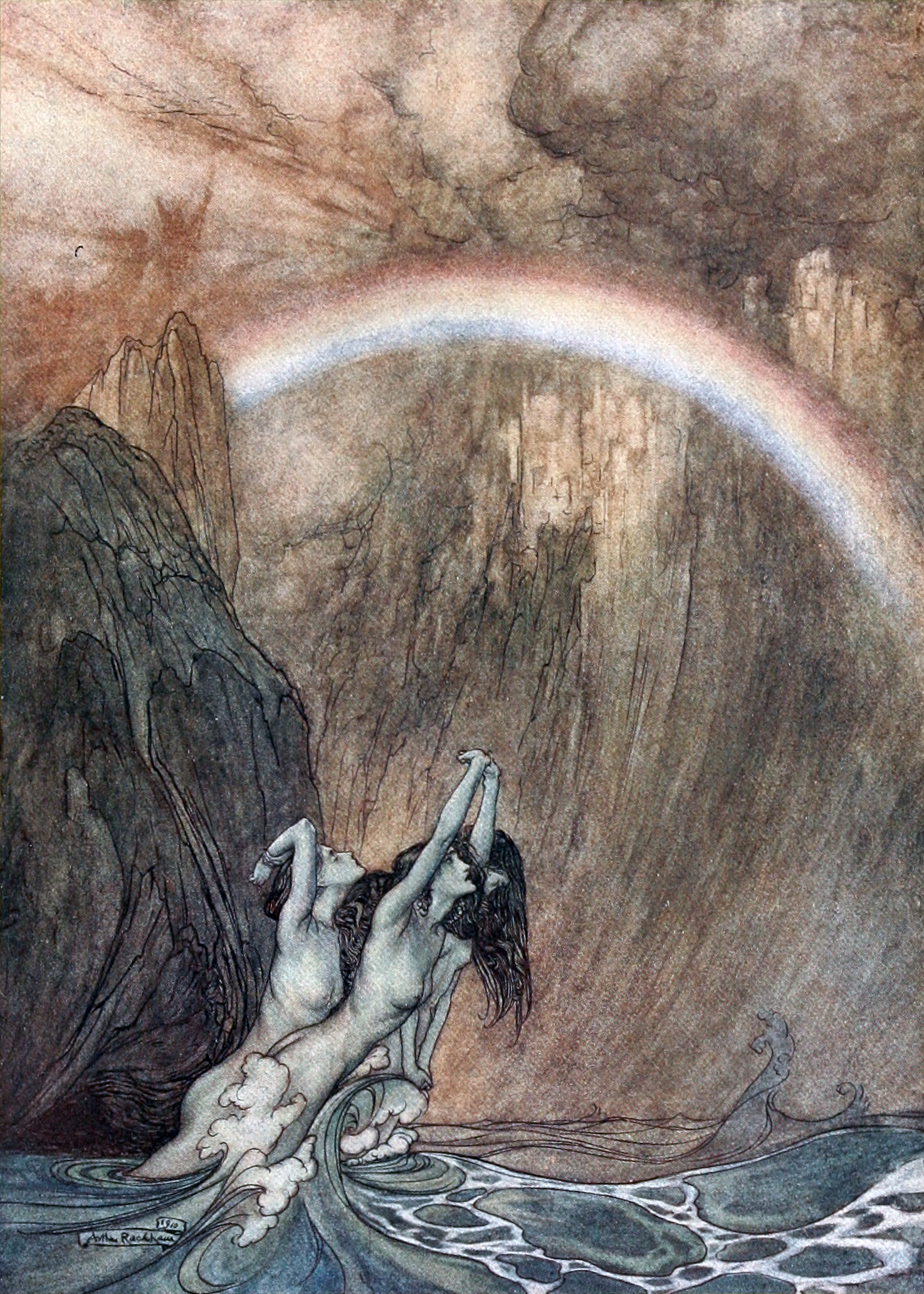
Trinh nữ sông Rhine trong tác phẩm The Rhinegold & The Valkyrie (1910) của Arthur Rackham.

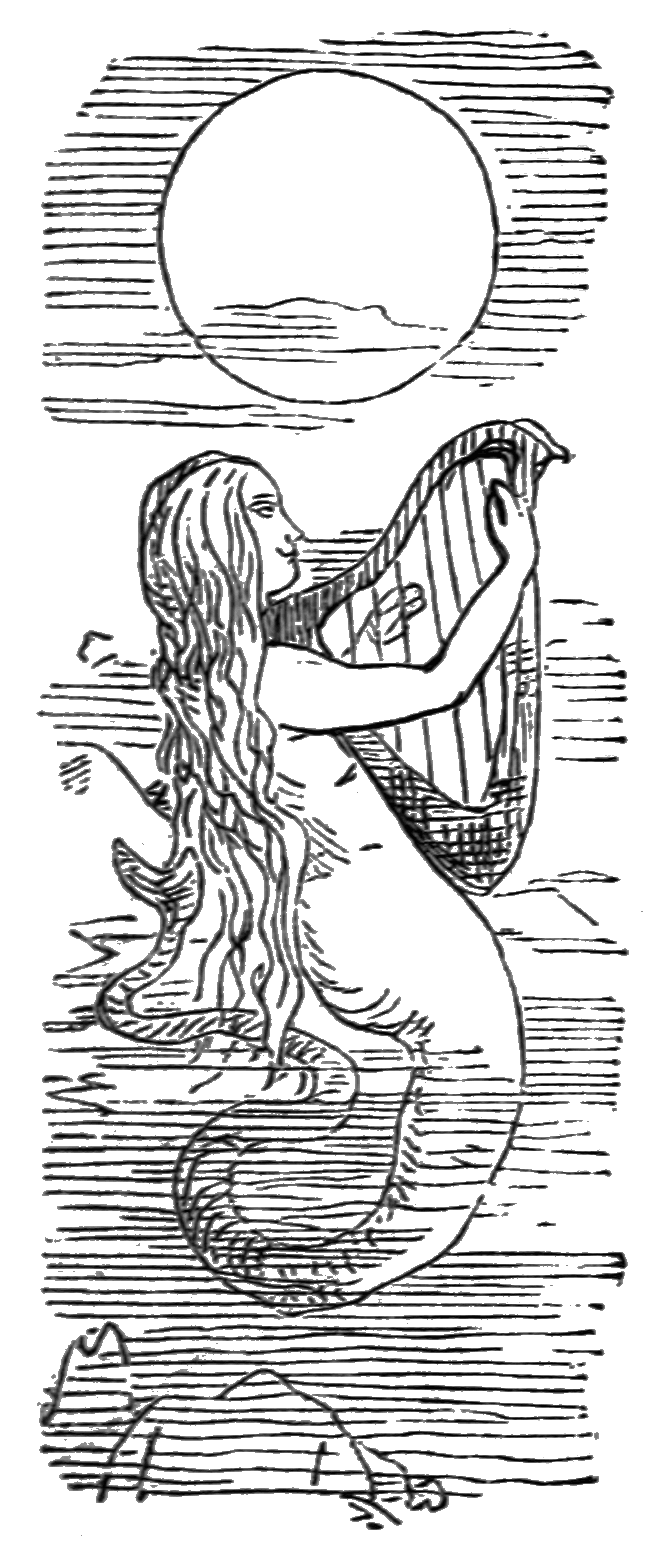
Minh họa về nhân vật chính Becky Sharp như là nàng tiên cá quyến rũ chết người trong tác phẩm Hội chợ phù hoa của nhà văn William Thackeray.

## Thư viện

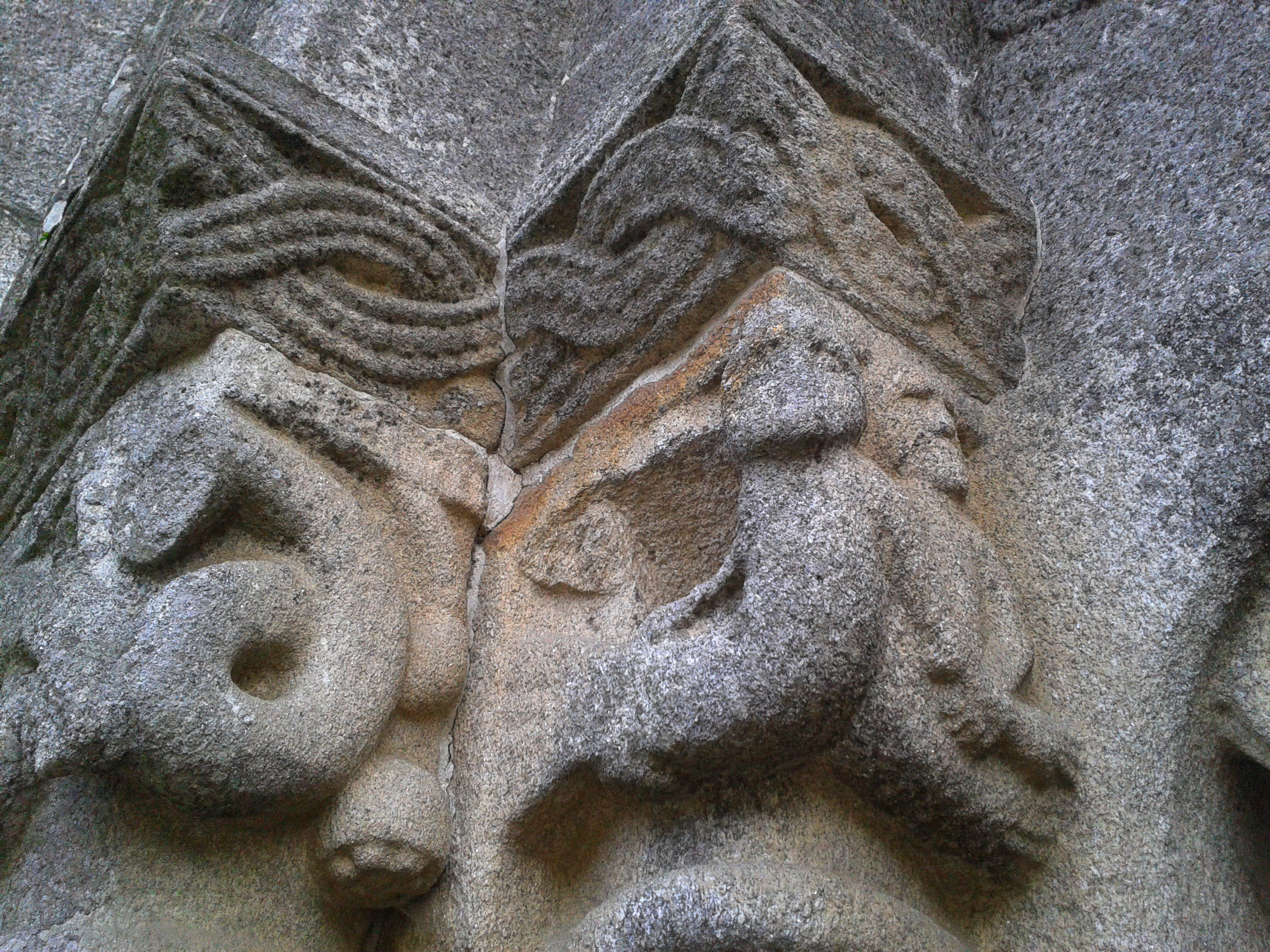
Nàng tiên cá khắc trên đỉnh cột của nhà thờ Rio Mau Monastic (1151).
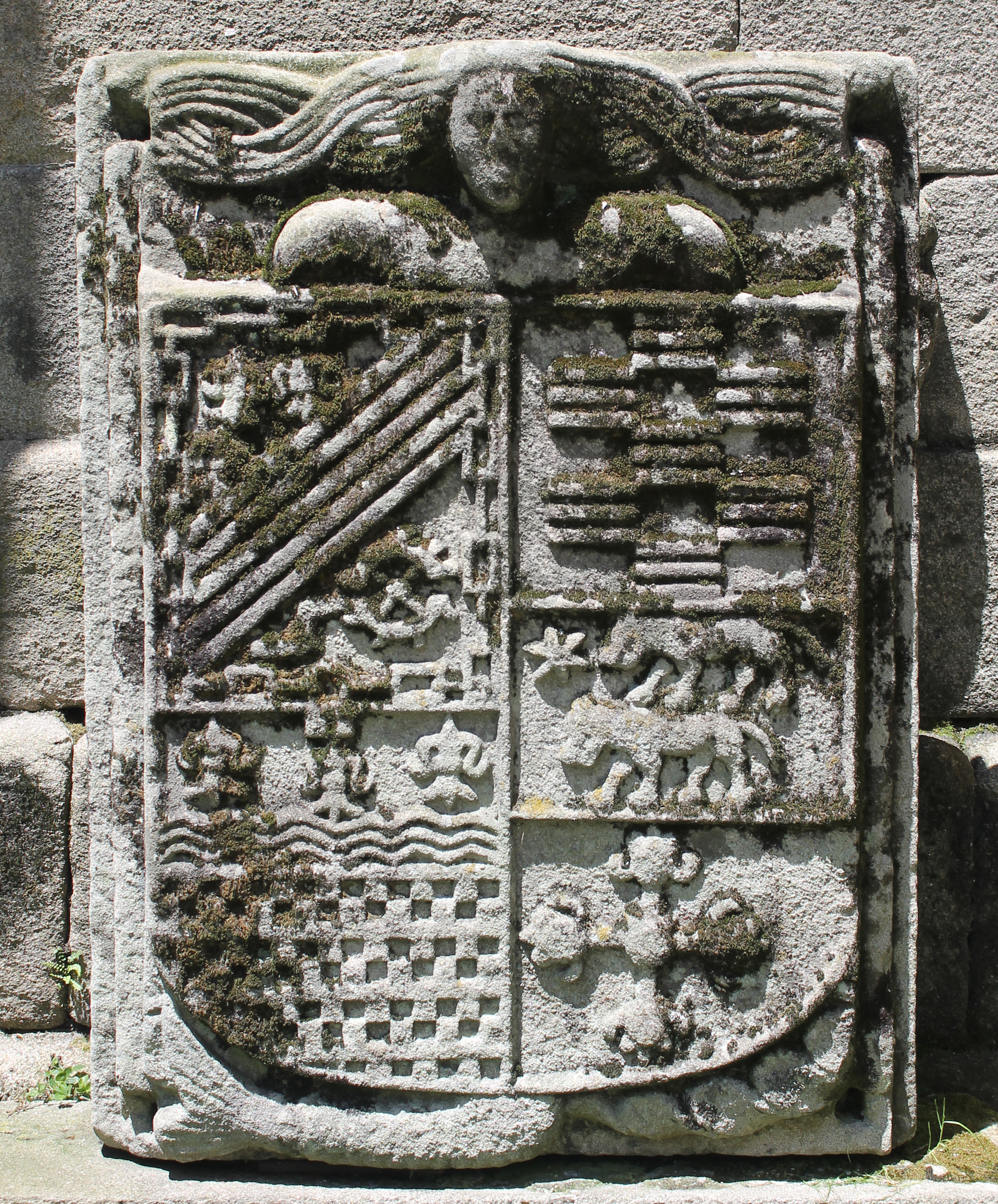
Huy hiệu bằng đá ở nhà thờ Santo Domingo (Pontevedra, Galicia), thế kỷ 16.
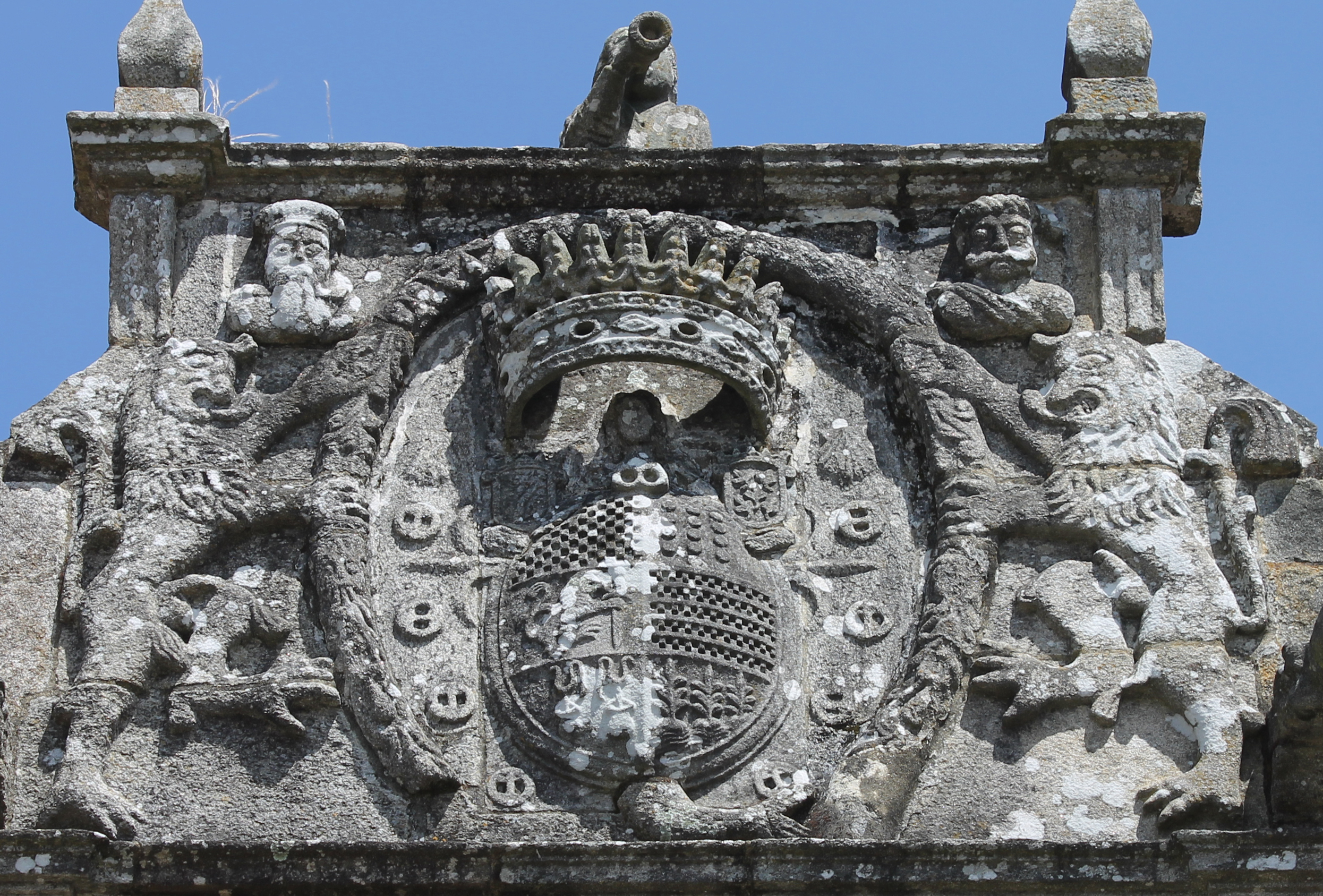
Nàng tiên cá ở dinh thự Fefiñans (Cambados, Galicia), thế kỷ 16.
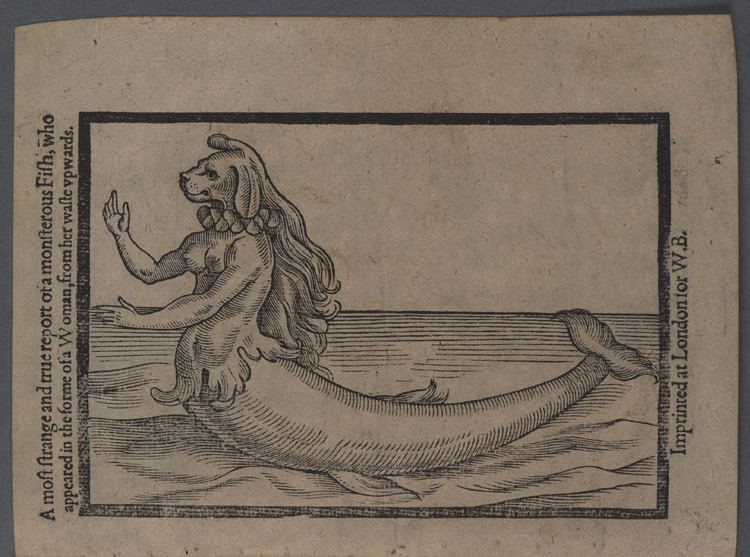
'Báo cáo kỳ lạ và thật nhất về con cá quái dị'. Minh họa từ một báo cáo cũ về việc nhìn thấy nàng tiên cá, 1604.
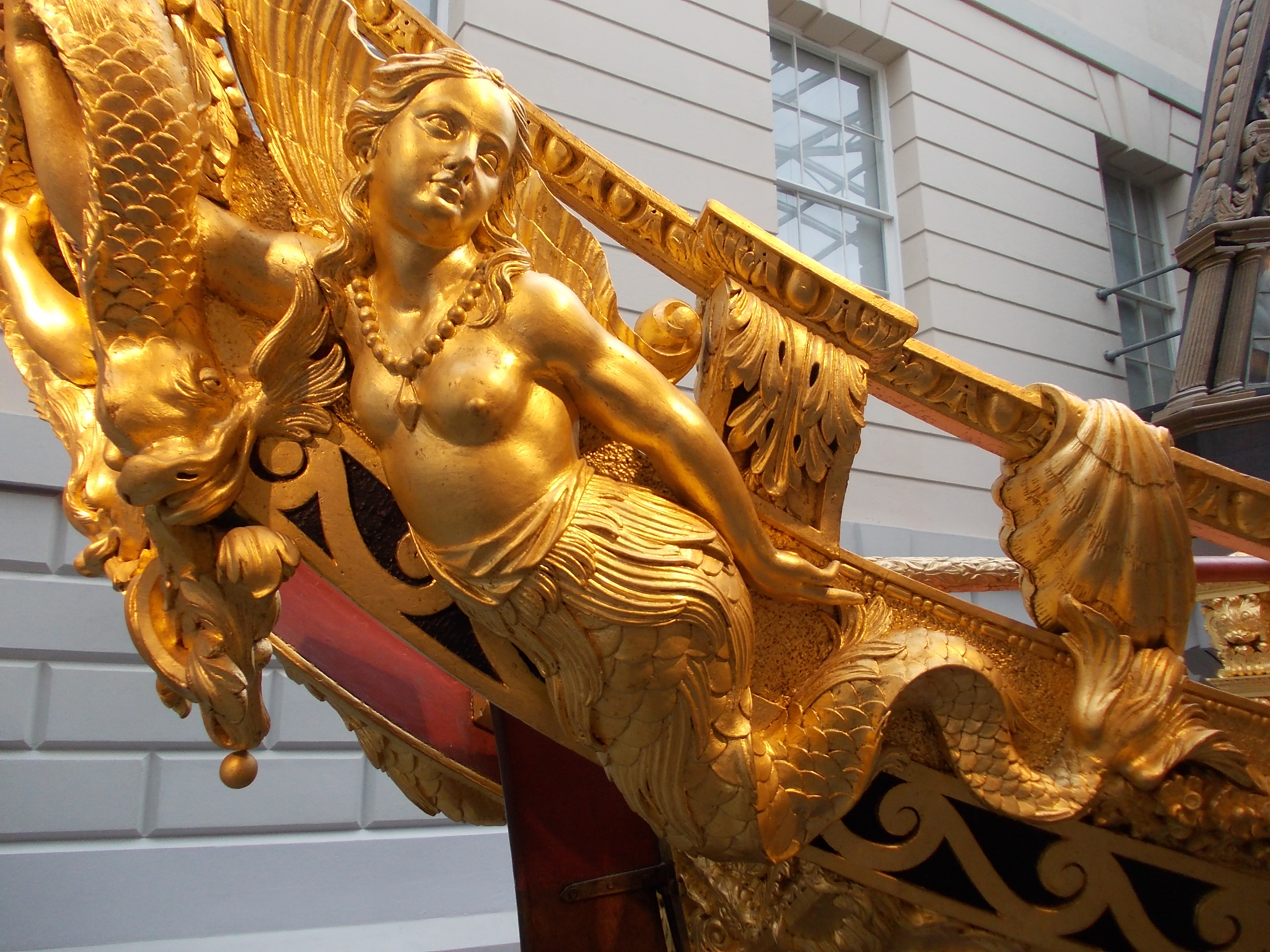
Trang trí chạm khắc kiểu Anh do James Richards thực hiện trên Sà lan của Hoàng tử Frederick, 1731–1732.
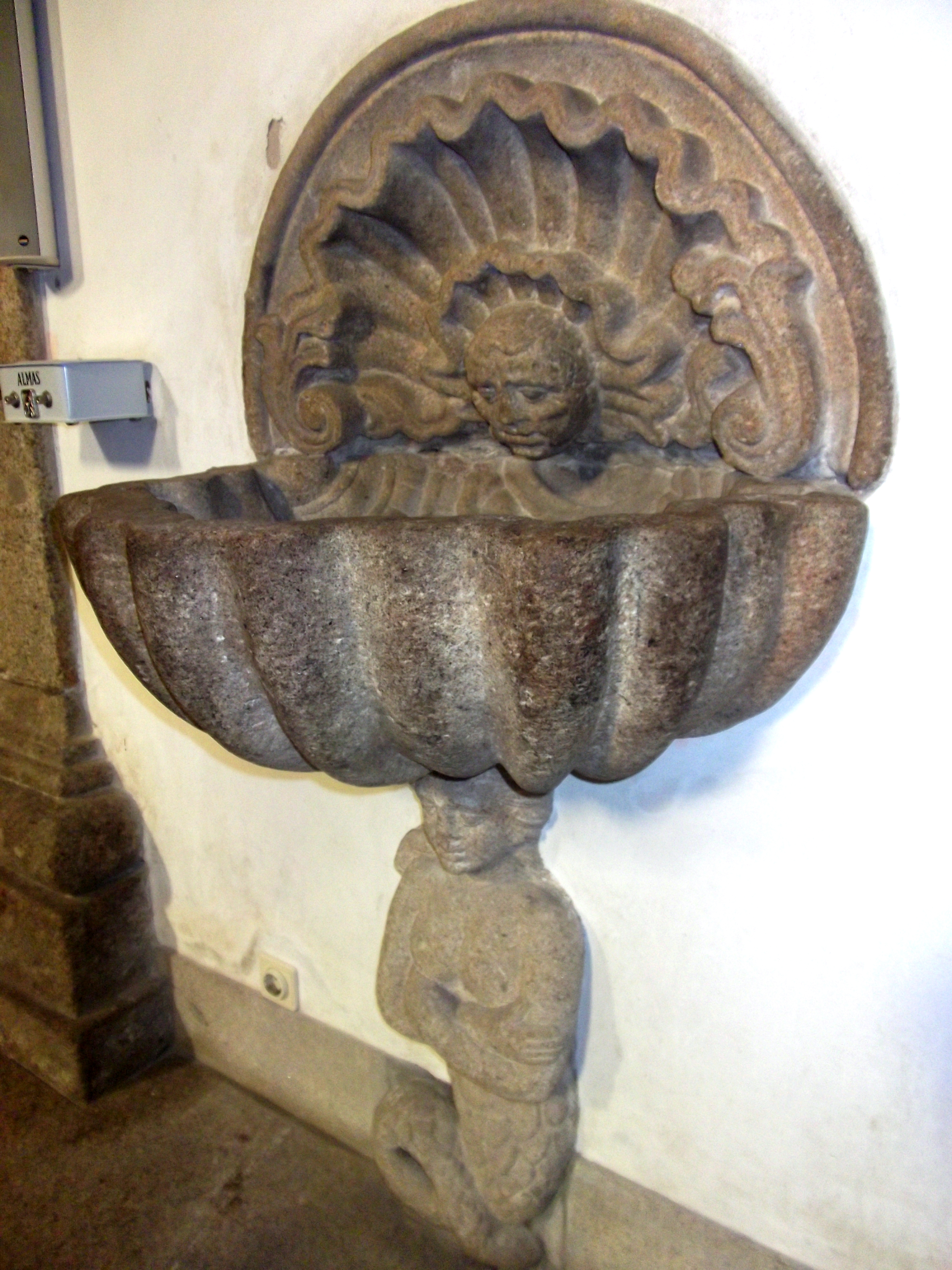
Công trình bằng đá phong cách Baroque của Bồ Đào Nha ở Nhà thờ Póvoa de Varzim Matriz (1743–1757).
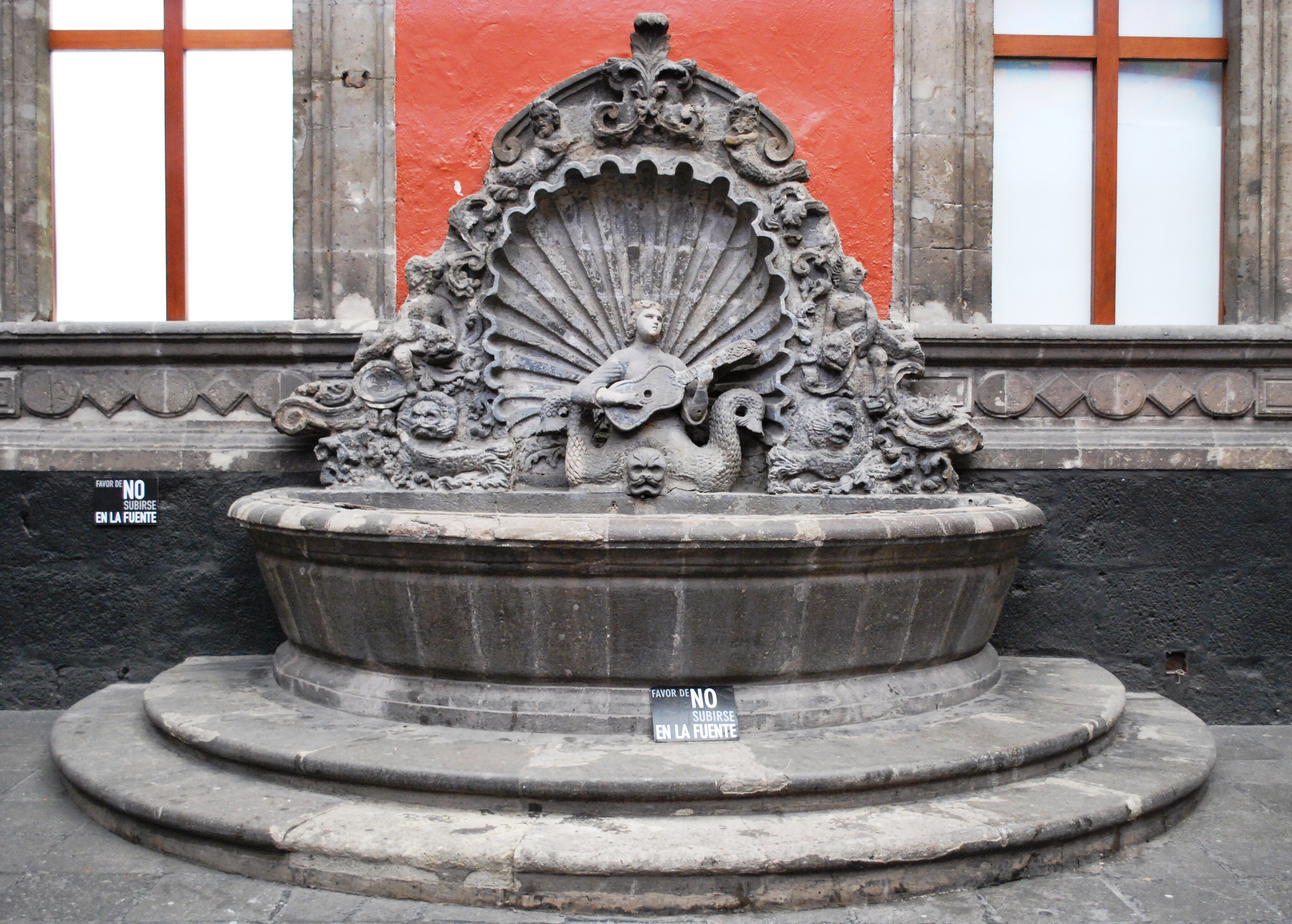
Đài phun nước mô tả nàng tiên cá chơi guitar, tọa lạc tại Bảo tàng Thành phố Mexico (thế kỷ 17).
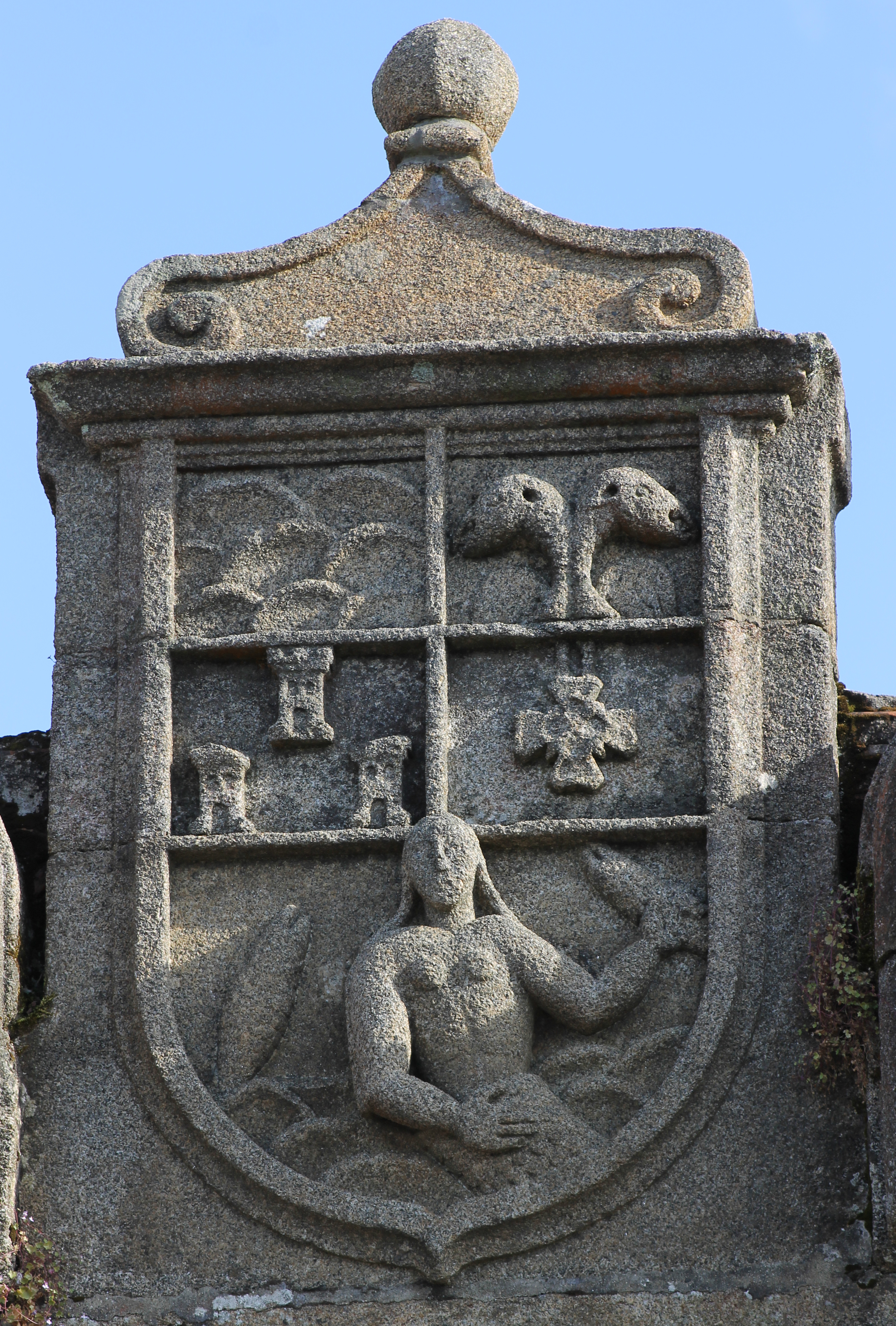
Huy hiệu bằng đá ở Mugardos, Galicia, thế kỷ 18.
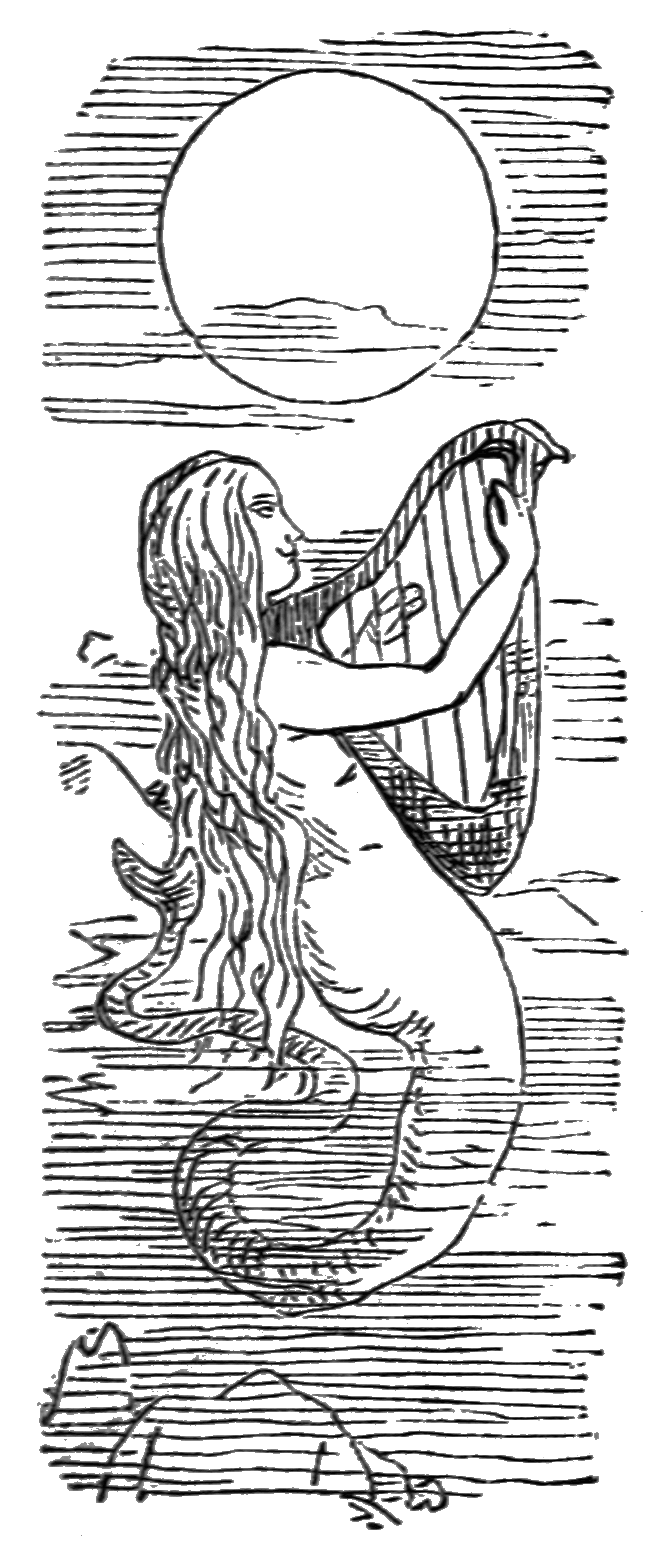
Minh họa trong tác phẩm Hội chợ phù hoa, mô tả Becky Sharp phiên bản nàng tiên cá.
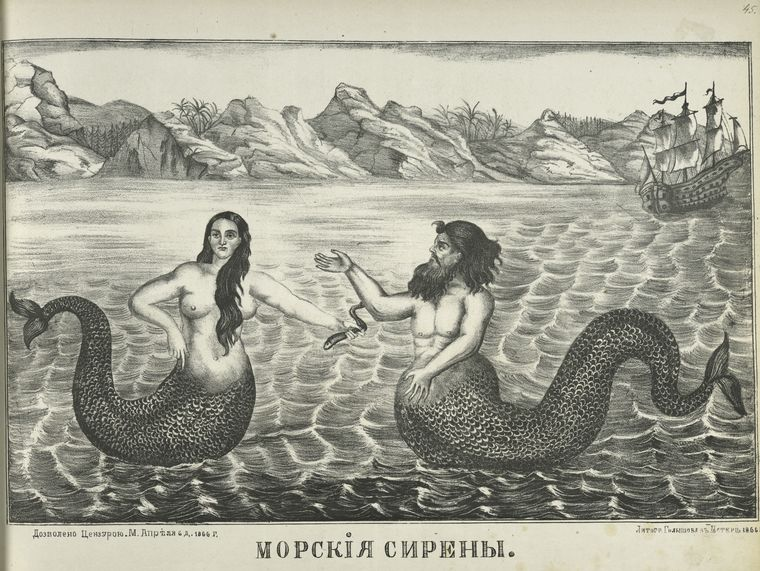
Nàng tiên cá và người cá nam, 1866. Bức tranh của nghệ sĩ vô danh người Nga.
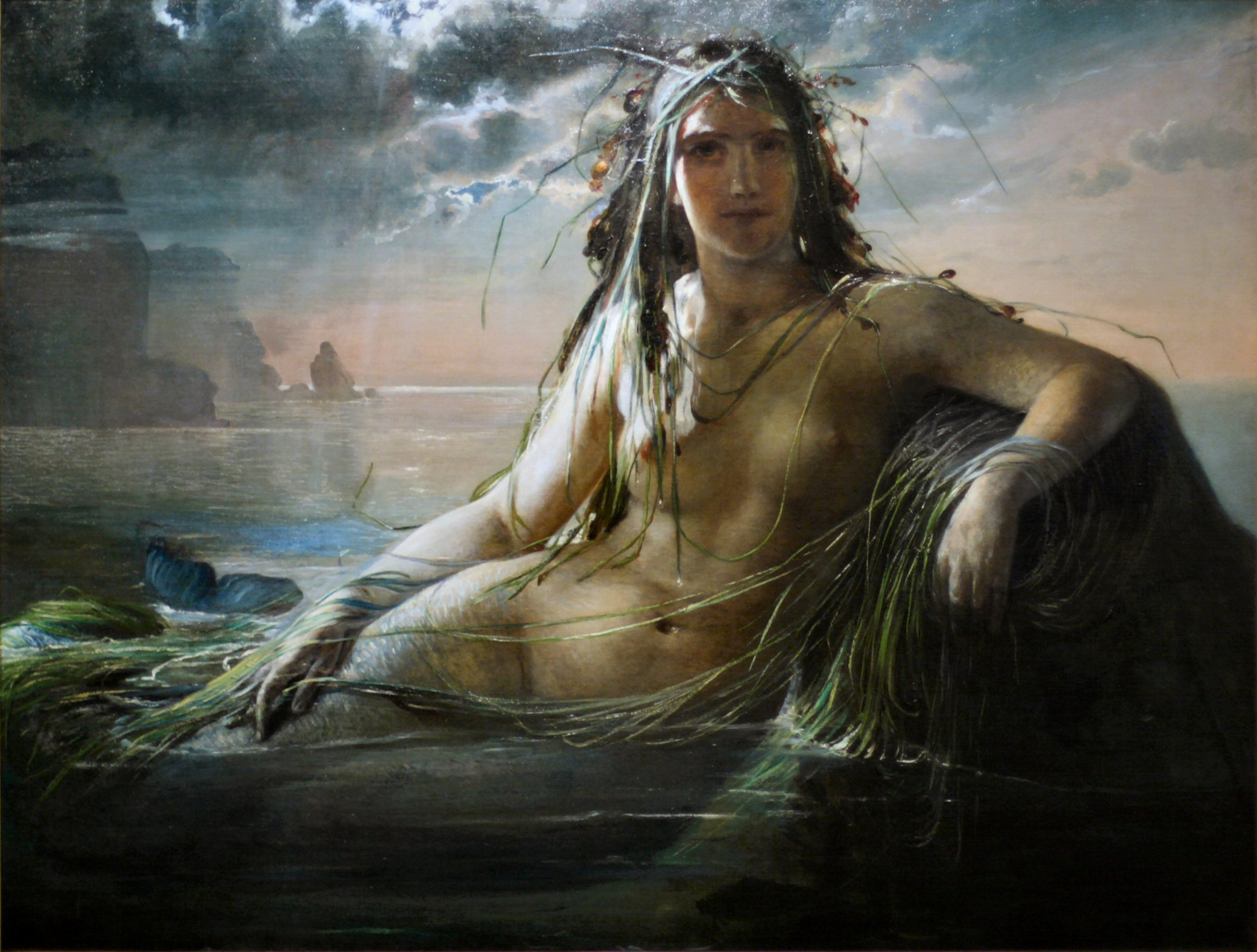
Havfrue, do Elisabeth Jerichau Baumann thực hiện (1873)
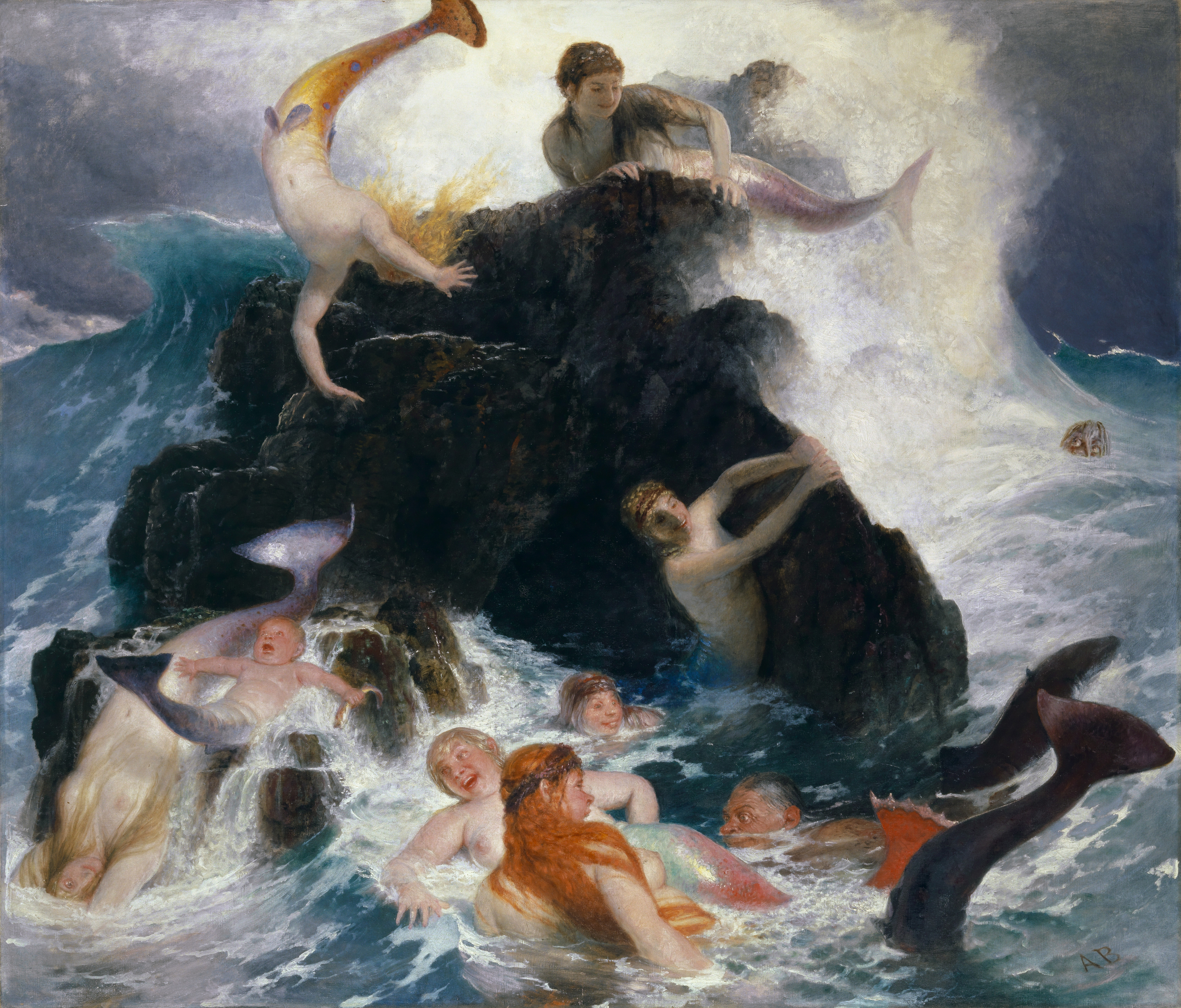
The Play of the Naiads, do họa sĩ Arnold Böcklin thực hiện (1886)
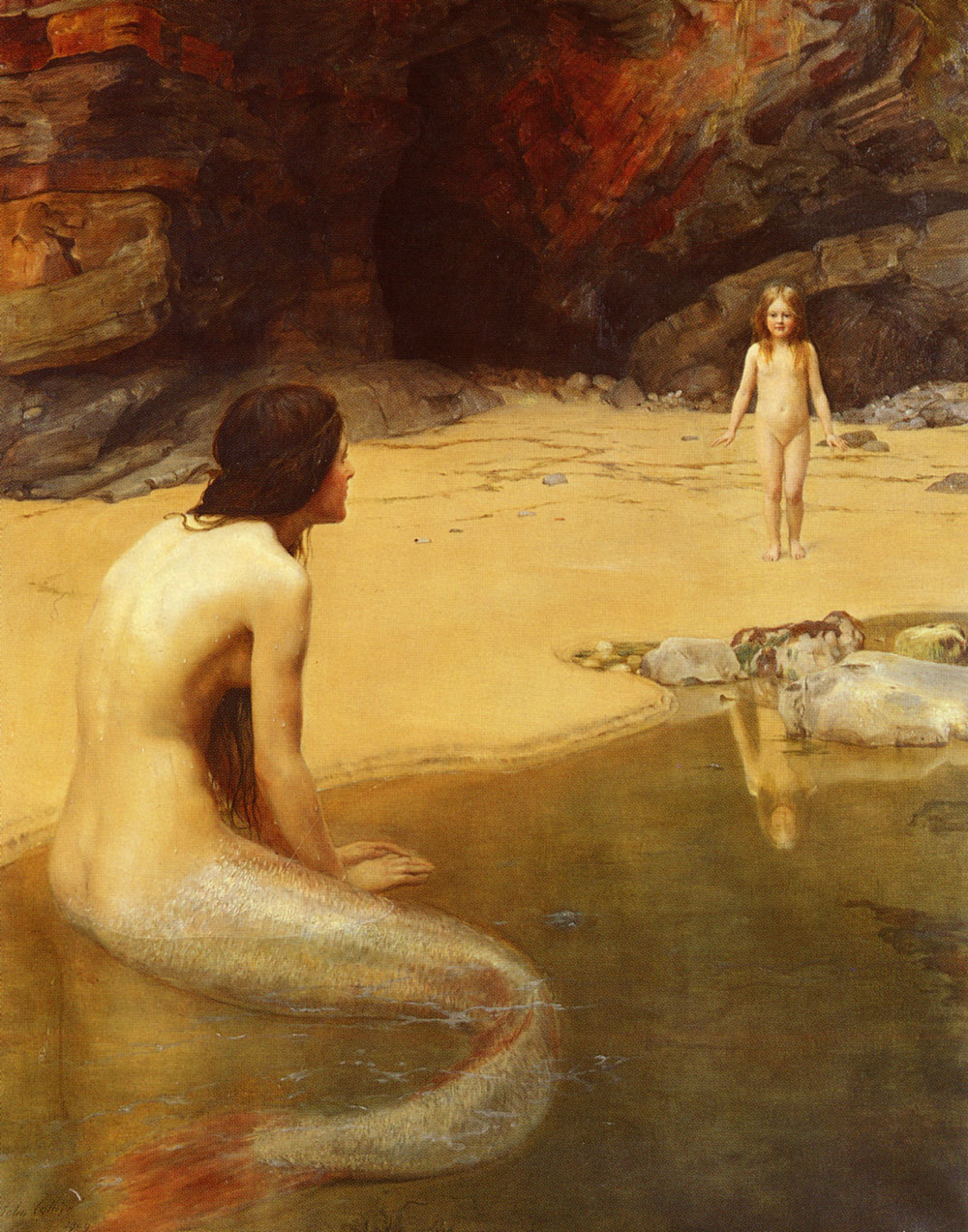
The Land Baby, do John Collier thực hiện (1899)
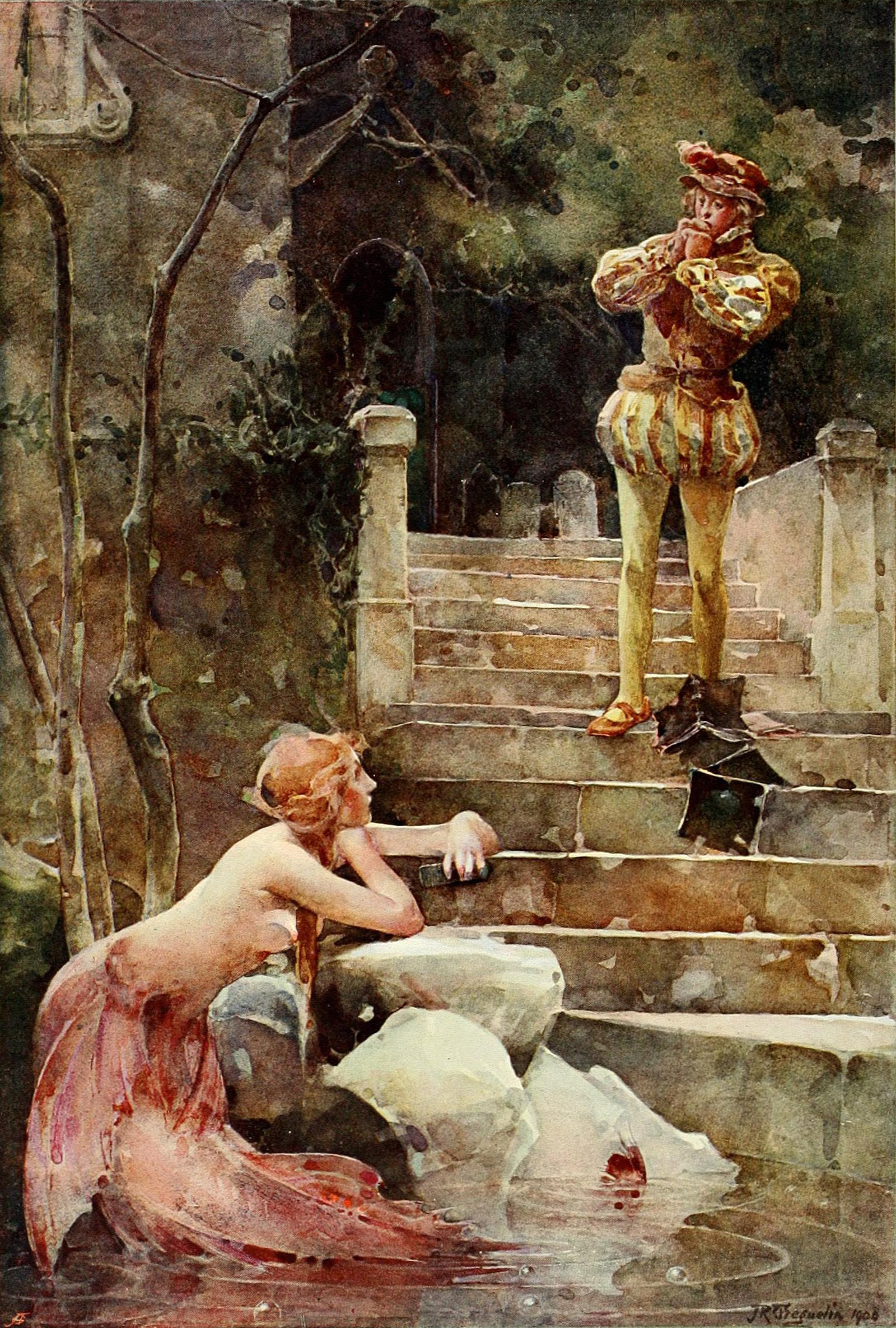
The Mermaid of Zennor của họa sĩ John Reinhard Weguelin (1900)
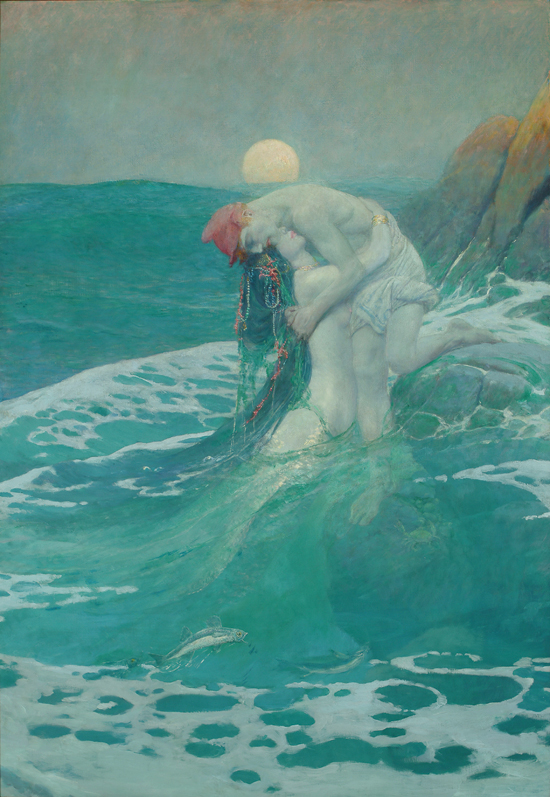
The Mermaid, của Howard Pyle (1910)
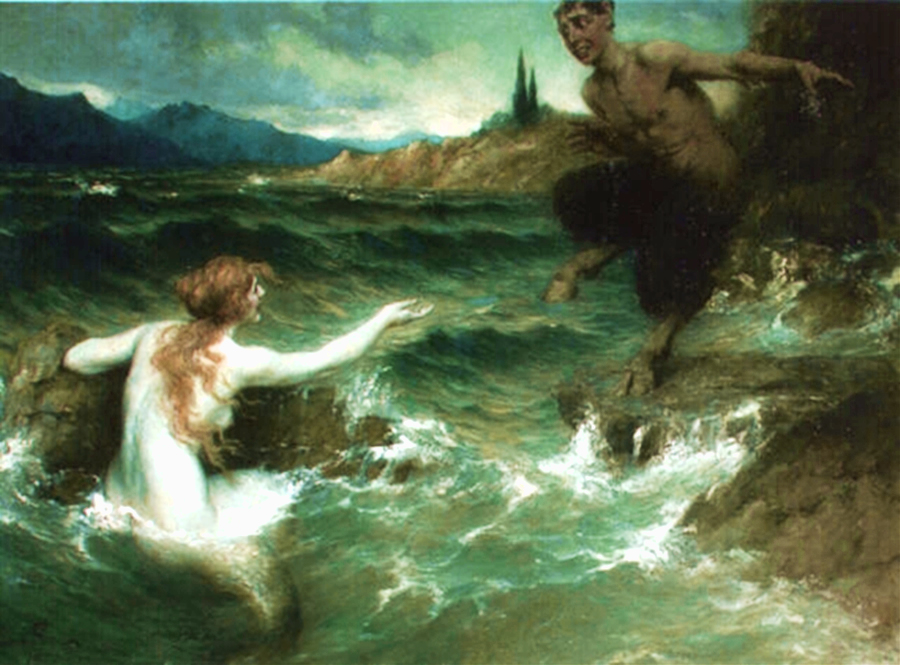
The Mermaid and the Satyr, của Ferdinand Leeke (1917)
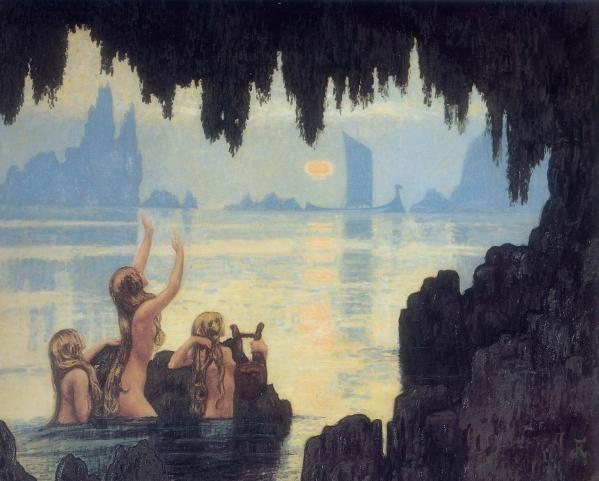
Mermaids, của Jean Francis Aubertin (khoảng 1920)
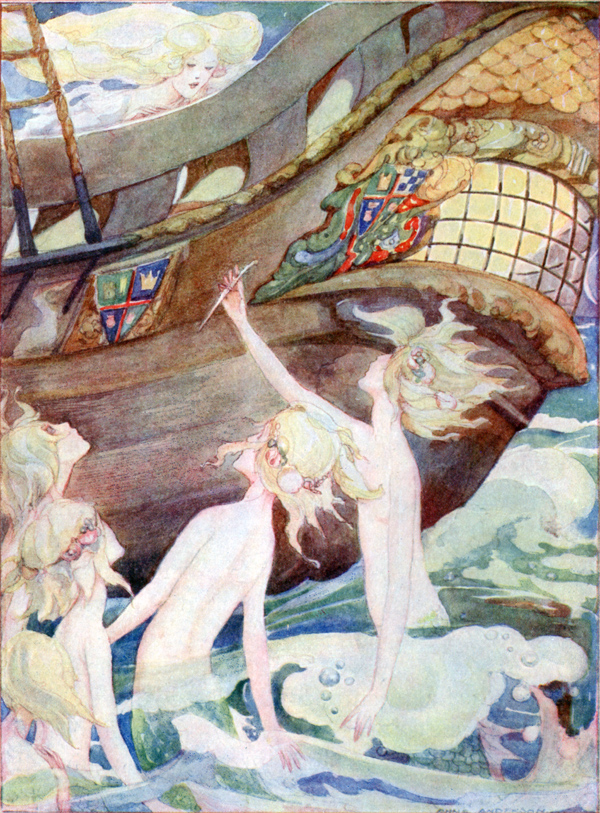
The Little Mermaid's Sisters của Anne Anderson (khoảng 1910)
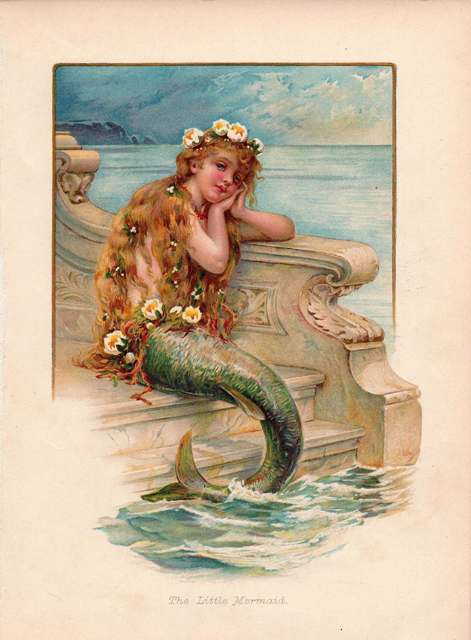
Minh họa The Little Mermaid của E. S. Hardy (khoảng 1890)
Nàng tiên cá trên huy hiệu của vùng Päijänne Tavastia, Phần Lan (1997)
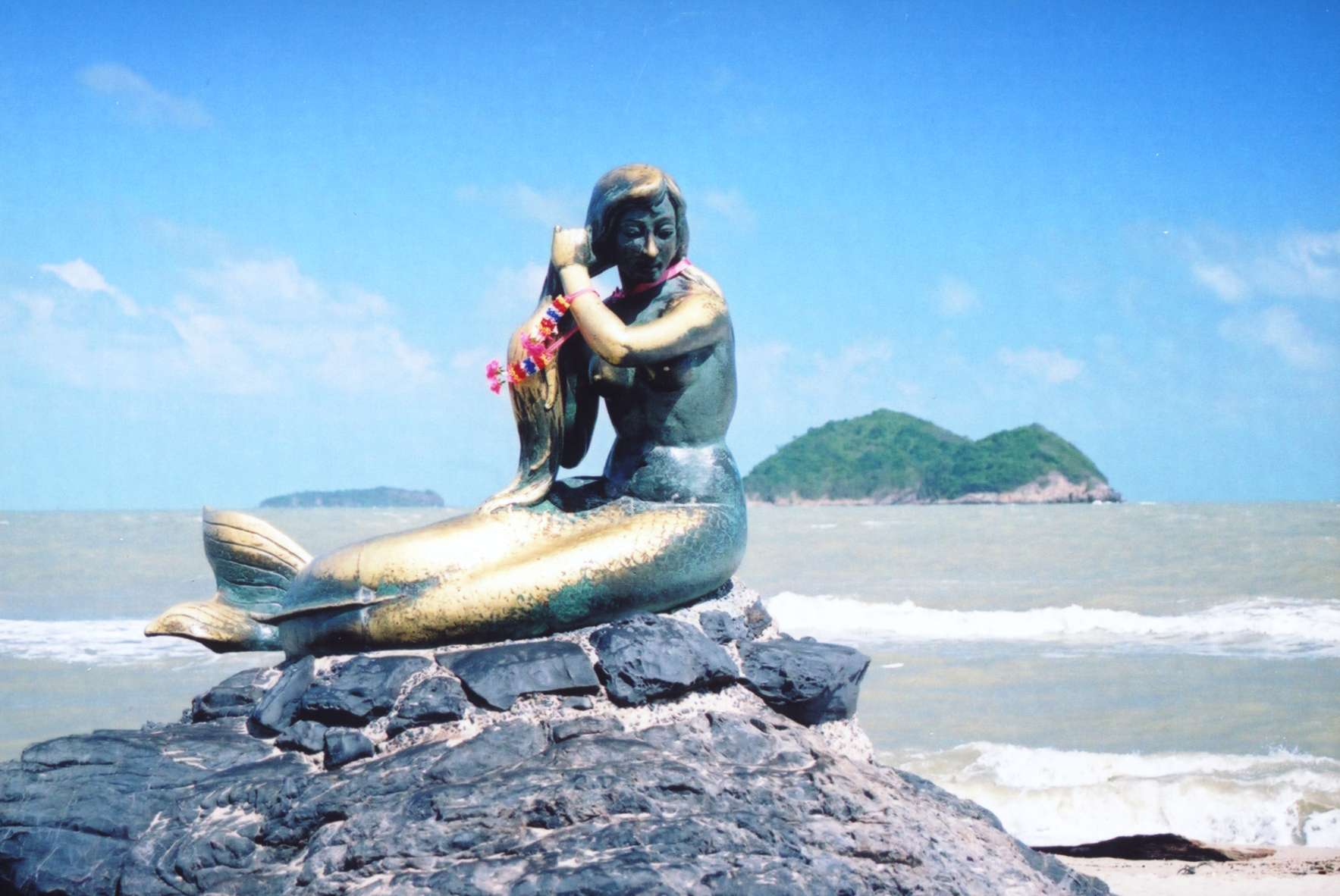
Nàng tiên cá trong truyền thuyết Phra Aphai Mani ở Songkhla, Thái Lan (2006)
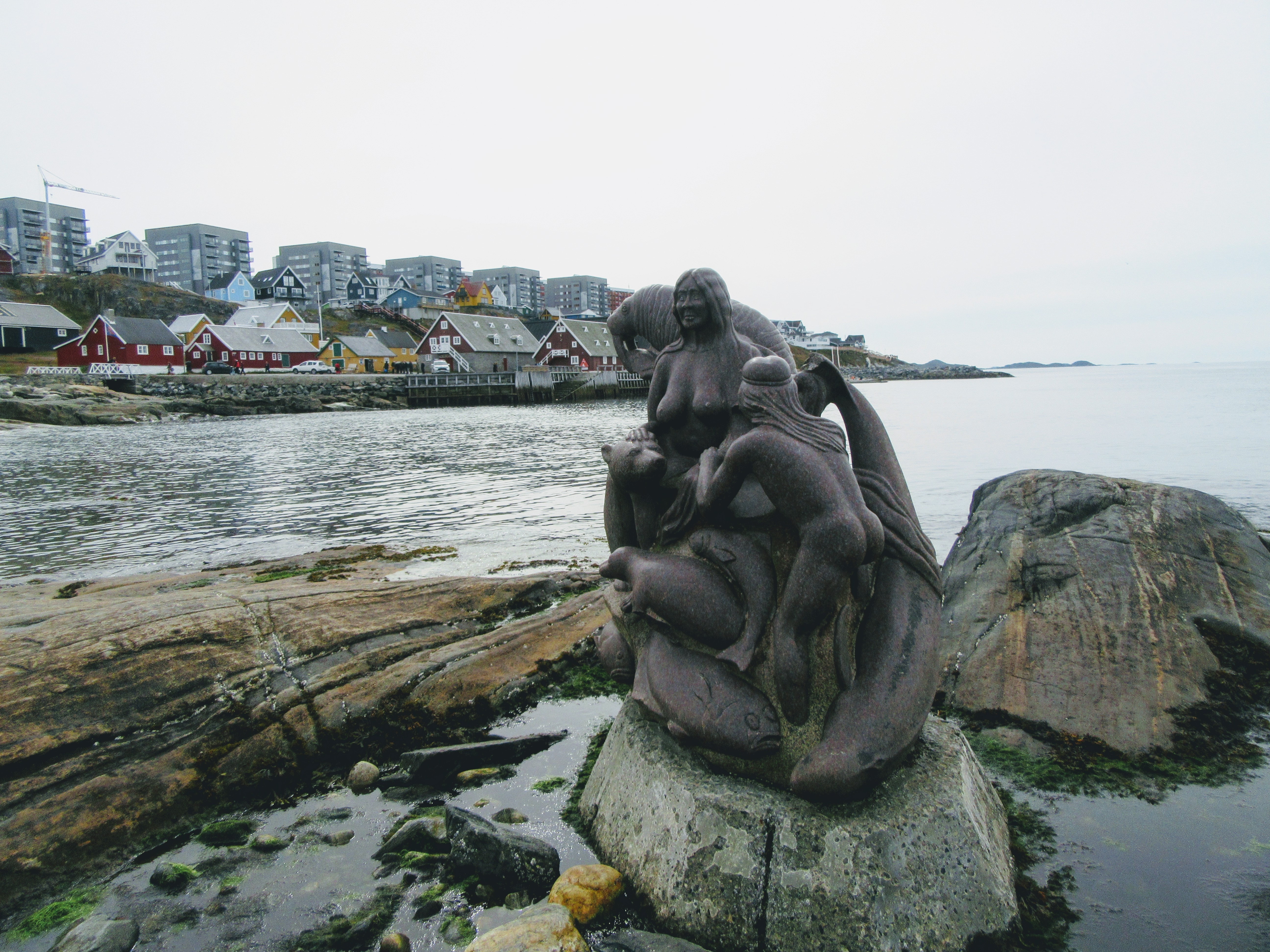
Tượng nàng tiên cá ở Nuuk, Greenland.